# کاستل ویتوریو
کاستل ویتوریو (به ایتالیایی: Castel Vittorio) یک کومونه در ایتالیا است که در استان ایمپریا واقع شده‌است.

## خصوصیات
کاستل ویتوریو ۲۵٫۸ کیلومترمربع مساحت و ۳۵۵ نفر جمعیت دارد و ۴۲۰ متر بالاتر از سطح دریا واقع شده‌است.